# Livet efter detta (film)
Livet efter detta, engelsk originaltitel Hereafter, är en amerikansk drama- och fantasyfilm från 2010. Den regisserades av Clint Eastwood och producerades av Steven Spielberg. Den är baserad på Peter Morgans manus.
Filmen skildrar tre parallella berättelser om tre personer som alla påverkas av döden på olika sätt. George, spelad av Matt Damon, är en fabriksarbetare som kan kommunicera med döda. Den franska journalisten Marie, spelad av Cécile de France, är med om en nära-döden-upplevelse i en tsunamikatastrof, som förändrar hennes perspektiv på tillvaron. Marcus och Jason, en engelsk pojke och hans äldre tvillingbror, är spelade av Frankie och George McLaren. När Jason dör i en bilolycka söker Marcus desperat efter svar. Dessa tre personers vägar korsas när de söker sanningen.
Filmen blev oscarnominerad för bästa specialeffekter.